# Aérodrome de Soissons - Courmelles
L’aérodrome de Soissons - Courmelles (code OACI : LFJS) est un aérodrome civil, ouvert à la circulation aérienne publique (CAP), situé sur la commune de Courmelles à 5 km au sud-ouest de Soissons dans l’Aisne (région Hauts-de-France, France).
Il est utilisé pour la pratique d’activités de loisirs et de tourisme (aviation légère).

## Histoire
Durant les années 1970, des problèmes de sécurité se posent sur l'ancien aérodrome de Soissons (Soissons-Cuffie code OACI : LFAH, situé à l'emplacement actuel du parc Saint-Crépin à Soissons) il donc fut décidé de déplacer l'aérodrome sur le plateau de Courmelles.
Les travaux commencèrent durant la fin des années 1980 et s'achevèrent en avril 1991. L'aérodrome fut ensuite inauguré le 8 septembre 1991.

## Situation
| Abbeville Albert - Bray Amiens - Glisy Arras - Roclincourt Beauvais - Tillé Berck-sur-Mer Calais - Dunkerque Cambrai - Niergnies Château-Thierry - Belleau Compiègne - Margny Dunkerque - · Les Moëres Laon - Chambry Lens - Bénifontaine Lille - Lesquin Lille - Marcq-en-Barœul Maubeuge - Élesmes Merville - Calonne Montdidier Péronne - Saint-Quentin Le Plessis-Belleville Saint-Inglevert - · Les deux Caps Saint-Omer - Wizernes Saint-Quentin - Roupy Soissons - Courmelles Le Touquet- · Élisabeth II Valenciennes - Denain |

## Installations
L’aérodrome dispose d’une piste en herbe orientée est-ouest (07/25), longue de 870 mètres et large de 60.
L’aérodrome n’est pas contrôlé. Les communications s’effectuent en auto-information sur la fréquence de 120,380 MHz (fréquence partagée avec l’aérodrome de Château-Thierry - Belleau).
S’y ajoutent :
- une aire de stationnement ;
- des hangars ;
- une station d’avitaillement en carburant (100LL)[2].

## Activités
- Aéroclub Les Ailes Soissonnaises
- Association sportive du vélivole soissonnaise (ASVS)
- Association des constructeurs amateurs d’avions de Soissons (ACAAS)
- Soissons Avia Club
- Vintage Aéro Passion